# 다정고등학교
다정고등학교(多情高等學校)는 대한민국 세종특별자치시 다정동에 있는 공립 고등학교이다.

## 학교 연혁
- 2019년 2월 13일 : 다정고등학교 준공
- 2019년 3월 1일 : 다정고등학교 개교(8학급 인가)
- 2019년 3월 1일 : 초대 정영규 교장 부임
- 2019년 3월 4일 : 제1회 입학식(195명 입학)
- 2021년 9월 1일 : 제2대 김수동 교장 부임
- 2022년 1월 26일 : 제1회 졸업식(196명 졸업)
- 2022년 3월 2일 : 제4회 입학식(312명 입학)

## 참고 자료
- 다정고등학교 - 한국교육학술정보원 학교알리미